# گارشینگ بای مونیخ
شهر گارشینگ بای مونیخدر ایالت بایرن در کشور آلمان واقع شده‌است.